# Лакуна Войтчугга
Войтчугга (англ. Woytchugga Lacuna) — лакуна, находящаяся близ Северной полярной области самого крупного спутника Сатурна — Титана, по координатам 68°32′ с. ш. 109°00′ з. д. / 68,53° с. ш. 109° з. д.. Лакуна (лат. lacuna) — похожее на озеро формация, которая при радарном зондировании имела слабое поглощение радиоволн, что говорит об её малой глубине, либо полном отсутствии жидкости.
В длину лакуна составляет 449 км. Лакуна Войтчугга является одной из многих лагун разбросанных на северном полюсе Титане.
Названа в честь земного пересыхающего озера Войтчугга, расположенного на территории Австралии.